# Simon West
Simon West (født 6. oktober 1964 i Aarhus) er en dansk keyboardspiller, der blandt andet er kendt fra bandet Danser med Drenge, som han var en del af fra 1993 til 2000.
Allerede i skoleårene på Århus Friskole begyndte interessen for musik. Først spillede han altsaxofon i skolens musical, hvor også Mek Pek, der gik en klasse over Simon West, medvirkede. Senere skiftede han til klaver og kom i 1978 med i bandet Elevatordrengene, som Thomas Helmig blev forsanger for fra 1982. Bandet opløstes 1985, men gendannedes samme år som Thomas Helmig Brothers. Det gik definitivt i opløsning 1987.
I mellemtiden havde Simon West i 1983 taget en uddannelse som instrumentmager fra Juhl-Sørensens pianoforretning i Århus.
Han kom i 1988 med i Lis Sørensens band, hvilket blev et springbræt til Ray Dee Ohh, som han kom med i fra starten i 1989. Han blev samme år kæreste med bandets forsanger Maria Bramsen, som han senere blev gift med. Efter Ray Dee Ohhs opløsning kom han kortvarigt med i Poul Krebs' band. Fra 1993 til 2000 var han med i Danser med Drenge, men har også spillet med andre bands, eksempelvis Savage Rose i 1996.